# Municipio de Petersville
El municipio de Petersville (en inglés: Petersville Township) es un municipio ubicado en el condado de Kidder en el estado estadounidense de Dakota del Norte. En el año 2010 tenía una población de 15 habitantes y una densidad poblacional de 0,16 personas por km².

## Geografía
El municipio de Petersville se encuentra ubicado en las coordenadas 47°10′48″N 99°33′19″O / 47.18000, -99.55528. Según la Oficina del Censo de los Estados Unidos, el municipio tiene una superficie total de 93.09 km², de la cual 88,09 km² corresponden a tierra firme y (5.37 %) 5 km² es agua.

## Demografía
Según el censo de 2010, había 15 personas residiendo en el municipio de Petersville. La densidad de población era de 0,16 hab./km². De los 15 habitantes, el municipio de Petersville estaba compuesto por el 100 % blancos. Del total de la población el 0 % eran hispanos o latinos de cualquier raza.